# Richard Clogg
Richard Clogg (Rochdale, 24 de marzo de 1939) es un historiador británico, quién es conocido por su obra Historia de Grecia.

## Vida y educación
Richard Clogg estudió historia en la Universidad de Edimburgo, donde se graduó con una maestría en 1963. Desde 1969,  enseñó historia griega moderna en el King's College de Londres, primero como profesor de educación superior, luego como lector (académico de alto rango, y con reputación internacional), y finalmente como profesor de historia balcánica entre 1988 y 1995. En 1995,  trabajó como miembro investigador sénior, y fue parte de la junta directiva de la St Antony's College, Oxford.

## Carrera como historiador
Clogg disfruta de una reputación como uno de los especialistas más importantes e influyentes en relación con la historia griega moderna y contemporánea. Su mejor obra conocida es Historia Concisa de Grecia (1992), la cual establece nuevos estándares en el campo, siendo traducido en varios idiomas, y fue condecodaro con el Premio Runciman en 1993. También fue condecorado con la Cruz de Oro de la Orden del Honor en Grecia, por el entonces presidente Konstantinos Stefanópulos en 2002.

## Publicaciones

### Como autor[1]
- Partidos políticos y elecciones en Grecia. La búsqueda de la legitimidad, Durham: Duke University Press (1987)
- Breve historia de Grecia moderna, Cambridge: Cambridge University Press (1979)
- Grecia (en colaboración de Mary Jo Clogg), Oxford: Clio 1980.
- Una Historia concisa de Grecia, Cambridge: Cambridge University Press, (1992, y reeditado en 2002).[3]
- Anatólica. Estudios en la Grecia oriental entre los siglos XVIII y XIX, Aldershot: Variorum, (1996).
  - I kath'imas Anatoli: Estudios en la historia de la Grecia otomana, Estambul: Isis Press, (2004).
- Minorías en Grecia. Aspectos de una sociedad pluralista, Londres: Hurst, (2002).

### Como editor
- La Correspondencia de Adhamantios Korais con Thomas Burgess 1789-1792, Viena: Österreichische Akademie der Wissenschaften (1969).
- La lucha por la independencia griega. Ensayos para conmemorar el °150 aniversario de la Guerra de Independencia griega, Londres: Macmillan (1973).
- La política británica hacia la resistencia en Grecia y Yugoslavia en tiempos de guerra (en colaboración de Phyllis Auty)  Londres: Macmillan (1975).
- El movimiento independentista en Grecia, 1770-1821. Una colección de documentos, Londres: Macmillan (1976).
- Grecia durante la década de 1980, Londres: Macmillan (1980).
- La sociedad balcánica en la época de la independencia griega, Londres: Macmillan (1981).
- La diáspora griega en el siglo XXI, Basingstoke: Macmillan (1999).
- Grecia 1940-1949. Ocupación, resistencia, guerra civil. Una historia documentada, Basingstoke et alib.: Palgrave Macmillan (2002).
- Produciendo donaciones a Grecia. Ayuda humanitaria a Grecia durante la década de 1940, Basingstoke: Palgrave Macmillan (2008).